# لويس كاماتشو (لاعب كرة قدم)

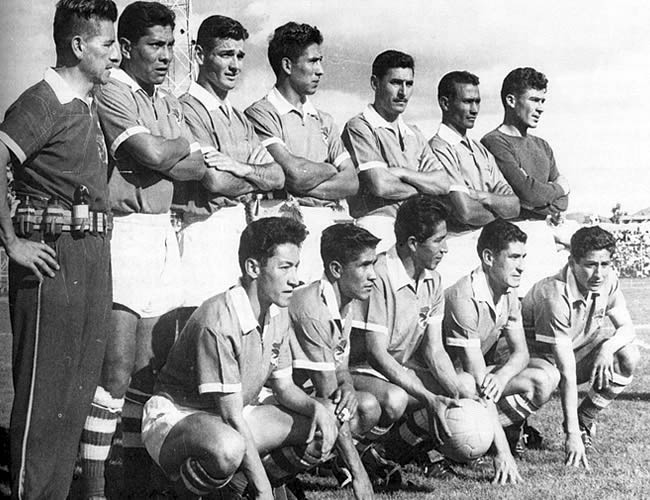

لويس كاماتشو (بالإسبانية: Wilfredo Camacho)‏ هو مدرب كرة قدم ولاعب كرة قدم بوليفي في مركز الوسط، ولد في 21 يونيو 1935 في كياكويو في بوليفيا. شارك مع منتخب بوليفيا لكرة القدم. أما مع النوادي، فقد لعب مع أونس كالداس وفيرو كاريل أويستي.

## وصلات خارجية
- لويس كاماتشو (لاعب كرة قدم) على موقع الاتحاد الدولي (مؤرشف)  (الإنجليزية)
- لويس كاماتشو (لاعب كرة قدم) على موقع قاعدة بيانات كرة القدم.إي يو (الإنجليزية)
- لويس كاماتشو (لاعب كرة قدم) على موقع ناشيونال فوتبول تيمز (الإنجليزية)